# Kostel Nanebevzetí Panny Marie (Nový Rychnov)
Kostel Nanebevzetí Panny Marie je farní kostel v římskokatolické farnosti Nový Rychnov, nachází se v centru městyse Nový Rychnov nedaleko zámku Nový Rychnov. Kostel je jednolodní barokní stavba s gotickým jádrem s polygonálním závěrem a hranolovou věží. Kostel je spolu v souboru s pamětním kamenem a dvěma kříži chráněn jako kulturní památka České republiky.

## Historie
Kostel byl postaven v polovině 14. století, z téže doby pochází i první písemná zmínka o kostele. Přesněji měl být postaven mezi lety 1343 a 1363, nejstarší dochovanou částí kostela je presbytář, který pochází z doby kolem 14. století. Během třicetileté války byl kostel poškozen, stejně tak i celá obec. Opraven pak byl až v 18. století a mezi lety 1740 a 1750 byla do kostela vestavěna kruchta. V roce 1827 pak byl kostel poškozen požárem, byly zničeny i staré zvony. Kostel pak byl znovu rekonstruován a v roce 1829 byla ke kostelu přistavěna věž. V roce 2014 byla rekonstruována střecha věže.